# Lethis — Path of Progress
Lethis — Path of Progress (рус. Летьис — путь прогресса) — двухмерная компьютерная градостроительная игра в жанре стимпанк, разработанная и изданная французской студией Triskell Interactive для Microsoft Windows 25 июня 2015 года.

## Создание
Выход игры был анонсирован в январе 2015 года, а сама она смогла попасть в Steam Greenlight. Её разработкой занималась небольшая французская игровая студия Triskell Interactive, позиционировавшая игру как дань уважения к градостроительным симуляторам прошлого.
24 июня 2015 года был опубликован официальный саундтрек игры, содержащий 25 композиций.
После выхода игры разработчики извинились перед игроками за выпуск недоделанной и сырой версии игры.

## Сюжет
После открытия нового источника энергии — конденсированного пара, в Летьисе началась промышленная революция и урбанизация. Из-за этого правители империи начали основывать в стратегических местах новые города, целью существования которых положено обеспечение экономического развития и роста государства.

## Игровой процесс
| Системные требования    | Системные требования                | Системные требования                                        |
| ----------------------- | ----------------------------------- | ----------------------------------------------------------- |
|                         | Минимальные                         | Рекомендуемые                                               |
| Windows 7/8/8.1/10      |                                     |                                                             |
| ОС                      | Windows 7/8/8.1]/10                 | Windows 7/8/8.1]/10                                         |
| ЦПУ                     | Процессор Intel Core 2 duo          | Intel core I3-500 или выше                                  |
| Объём ОЗУ               | 2 ГБ                                | 4 ГБ                                                        |
| Место на диске          | 2 ГБ                                | 2 ГБ                                                        |
| Информационный носитель | Steam                               | Steam                                                       |
| Видеокарта              | видеокарта совместимая с openGL 3.1 | видеокарта совместимая с openGL 3.1 и с 1 Гбайт видеопамяти |
| Устройства ввода        | клавиатура, компьютерная мышь       | клавиатура, компьютерная мышь                               |

Игроку доступна компания из 26 одиночных миссий. а также режим песочницы. Игра использует французский революционный календарь, а сама она выполнена в стилистике стимпанка викторианской эпохи.
Игроку необходимо следить за уровнем довольствия простых горожан и патрициев и доступностью для них различных развлечений, услуг и городских служб (представленных курьерами). При правильном подходе в домах будут появляться новые поселенцы, иначе жители начнут покидать город, вызвав нехватку труда и прекращение работы предприятий. Источниками дохода для городской казны являются налоги с горожан и торговля с другими городами империи.
Кроме ряда сценарных моментов, в игре отсутствует влияние внешних сил (вроде вражеских армий, болезней, преступности и богов).

## Реакция критики
Агрегатор рецензий Metacritic на основании четырёх обзоров поставил игре рейтинг в 65 %.
Рецензент журнала «Игромания» Евгений Баранов поставил игре 7 баллов из 10 возможных, похвалив оригинальный стиль и игровой процесс, но раскритиковав слишком чувствительный игровой баланс, интерфейс и недоработку.
Обозреватель RiotPixels Олег Зайцев дал игре оценку в 65 %, отметив слишком сильное подражание играм Impressions Games и простой геймплей.
Журналист «PC Gamer» Дженн Франк похвалила нишевость, саундтрек и эстетическую составляющую игры, разругав её за недружелюбность к игрокам и скучный геймплей. По её мнению, Lethis как игра-головоломка имеет гораздо больше общего с The Incredible Machine, чем с SimCity.
Обозреватель «Rock, Paper, Shotgun» Алес Меер отмечал простоту и монотонность Lethis, обаяние которой является главной причиной в неё играть.